# کیول بکمن
کیول بکمن (انگلیسی: Kjell Bäckman؛ ۲۱ فوریه ۱۹۳۴ – ۹ ژانویهٔ ۲۰۱۹) ورزشکار اسکیت سرعت اهل سوئد بود.
وی در مسابقات کشوری و بین‌المللی در مجموع برندهٔ ۱ مدال برنز شده‌است.